# Palpita australica
Palpita australica es una especie de polillas perteneciente a la familia Crambidae descrita por Hiroshi Inoue en 1996. 
Se encuentra en Australia, donde se ha registrado en Queensland.